# Poznańskie Studia Slawistyczne
Poznańskie Studia Slawistyczne (PSS) – czasopismo naukowe wydawane przez Instytut Filologii Słowiańskiej Uniwersytetu im. Adama Mickiewicza. 

## Historia
Pismo powstało w celu publikacji efektów najszerzej rozumianych badań słowianoznawczych i bałkanistycznych, adresowane do wszystkich, polskich i zagranicznych, znawców i miłośników kultury słowiańskiej oraz bałkańskiej. Na jego łamach ukazują się teksty filologiczne (literaturoznawcze i językoznawcze), folklorystyczne, antropologiczne, kulturoznawcze, historiograficzne, religioznawcze i socjologiczne. Czasopismo powstało w 2011 roku, a jego wydawcą jest Instytut Filologii Słowiańskiej UAM w Poznaniu. Na przełomie grudnia i stycznia 2011 roku ukazał się pierwszy numer periodyku. Od tego czasu „Poznańskie Studia Slawistyczne” funkcjonują jako półrocznik zorientowany tematycznie. 

## Numery archiwalne
- Nr 1. Kontynuacja czy odrzucenie? Tradycje romantyczne we współczesnych literaturach słowiańskich (2011)
- Nr 2. Intersemiotyczność (2012)
- Nr 3. Zaklęcie, zamówienie, zażegnanie. Magiczna moc słów w folklorze słowiańskim (2012)
- Nr 4. Magiczna moc słów w językach, literaturach i kulturach słowiańskich (2013)
- Nr 5. Boskość władzy w kulturach i językach słowiańskich i bałkańskich. O wielowymiarowości uniwersalnej idei (2013)
- Nr 6. Dysydenci, kontestatorzy, kultura sprzeciwu i współczesność (2014)
- Nr 7. Antun Gustav Matoš (2014)
- Nr 8. Mikronarody i mikrojęzyki słowiańskie (2015)
- Nr 9. Emotywny aspekt języka w słowiańskim dyskursie publicznym (2015)
- Nr 10. Relacja państwo – Kościół w historii i kulturze (2016)
- Nr 11. Teorie i praktyki genderowe w słowiańskich tekstach kultury. Innowacje – inspiracje – interpretacje (2016)
- Nr 12. Recepcja literackich i artystycznych dzieł o Szoa (2017)
- Nr 13. Forma i funkcja w słowiańskich językach i tekstach kultury (2017)
- Nr 14. Habent sua fata libelli (2018)
- Nr 15. Słowiańskie Oświecenie – swoistość i typowość (2018)
- Nr 16. Między amnezją i anamnezą. Indywidualna pamięć historyczna wobec dominujących narracji (2019)
- Nr 17. Sztuka i demokracja (2019)
- Nr 18. Ariergarda awangardy. Refleksje na okoliczność stuletniej rocznicy międzywojnia (2020)[2]

## Zespół redakcyjny
- Krystyna Pieniążek-Marković (redaktor naczelna)
- Marzanna Kuczyńska (zastępca redaktor naczelnej)
- Magdalena Baer (administracja baz danych)
- Urszula Kowalska-Nadolna (sekretarz redakcji)[3]

## Rada naukowa
- Tatjana Đurišić-Bečanović
- Reinhard Ibler
- Katica Ivanković
- Sanjin Kodrić
- Zvonko Kovač
- Georges Mink
- Izabela Lis-Wielgosz
- Cvijeta Pavlović
- Tanja Popović
- Kleo Protohristova
- Andrej N. Sobolev
- Lidija Stojanović
- Zheng Tiwu
- Bogusław Zieliński[4]

## Redakcja językowa
- Katharina Bauer (język niemiecki)
- Zvonko Dimoski (język macedoński)
- Agata Firlej (język polski)
- Juraj Foltán (język słowacki)
- Tatiana Ganekova (język rosyjski)
- Adriana Kovacheva (język bułgarski)
- Karen Kuhn (język angielski)
- Jan Pešina (język czeski)
- Anna Skibska (język angielski)
- Ana Samardžić (język serbski)
- Ninoslav Radaković (język chorwacki)[5]